# A Girls und Panzer epizódjainak listája

A Girls und Panzer anime logója

Ez a lista a Girls und Panzer című manga- és animesorozat epizódjait sorolja fel. A Girls und Panzer animesorozat az Actas gyártásában készül, az első epizódot 2012. október 9-én vetítették a Tokyo MX csatornán, a Crunchyroll ezzel párhuzamosan. Rendezője Mizusima Cutomu, írója Josida Reiko, a szereplőket Simada Fumikane tervezte meg. A gyártási folyamatok lassítása miatt az utolsó két epizódot 2013 márciusára halasztották el, helyüket visszatekintő epizódok vették át. Az első OVA-epizód az első Blu-ray disc/DVD-kötettel 2012. december 21-én jelent meg. A főcím alatt ChouCho DreamRiser című dala, míg a zárófőcím alatt Fucsigami Mai, Kajano Ai, Ozaki Mami, Nakagami Ikumi és Igucsi Juka produkciója, az Enter Enter MISSION! hallható. A sorozatot Észak-Amerikában a Sentai Filmworks licencelte. Öt szereplődal CD is kiadásra került.

## Epizódlista
| # | Epizód címe | Első japán sugárzás |
| --- | --- | ------------------- |
| 1. | Vigyázz, kész, szensa-dó! Szensa-dó, hadzsimemaszu! (戦車道、始めます！; Hepburn: Sensha-dō, hajimemasu!)                                                       | 2012. október 9.    |
| Nisizumi Miho új életet kezd az Óarai Lányakadémián, s rögtön új barátokra lel két osztálytársa, Takebe Szaori és Iszuzu Hana személyében. Röviddel ezután megjelenik a Diáktanács és megkérik Mihót, hogy vegyen részt a szensa-dóban, a harckocsikezelés harcművészetében. Miho védekezik, hogy pont amiatt jött az Óaraiba, mert itt nem oktatják, de megtudja, hogy újra fel kívánják éleszteni. Szaorinak és Hanának elmondja, hogy egy nagy múltú szensa-dót gyakorló családból származik, de rossz emlékei miatt elmenekült előle. Egy szensa-dóról szóló iskolai előadás után és az ezzel járó előnyök miatt Szaori és Hana is érdeklődni kezd a szensa-dó iránt, de Miho nem tudja magát rávenni, hogy csatlakozzon, így ők is lemondanak róla, hogy együtt lehessenek Mihóval. Később a Diáktanács elnöke, Kadotani Anzu magához hívatja Mihót és kitiltással fenyegeti meg, de látva Szaori és Hana kiállását mellette, Miho végül úgy dönt, hogy együtt fognak szensa-dózni. | |                     |
| 2. | Tankra fel! Szensa, norimaszu! (戦車、乗ります！; Hepburn: Sensha, norimasu!)                                                                                   | 2012. október 16.   |
| A Diáktanács az új szensa-dó tagoknak feladatként adja ki, hogy találják meg azokat a tankokat, amelyeket régebben szensa-dóra használt az iskola. Miho, Szaori és Hana együtt indulnak a keresésre, közben a tankokért fanatikusan rajongó Akijama Jukari csatlakozik hozzájuk. Hana jó szaglásának köszönhetően egy Panzer 38(t)-t találnak. A többiek sem járnak sikertelenül és a megtalált tankokat elosztják a csapatok között, Mihóék egy Panzer IV-et kapnak. A csapatok első feladatként a tankok megtisztítását kapják, mivel másnap már érkezik a szensa-dó oktató. Ezután Jukari vacsora előtt egy katonai áruházba viszi Mihóékat. Másnap reggel Miho egy álmosságtól csetlő-botló, mélabús lányba, Reizei Makóba botlik, akit elsegít az iskoláig. A szensa-dó oktató, Csúno Ami megérkezik és rögtön egy éles csata szimulálását javasolja, amelyen a csapatok maguk tanulják meg a tankjaik kezelését. Mihóék nem sokkal az ütközet megkezdése után egyből két csapat célpontjává válnak, s miközben megpróbálnak elmenekülni, a szunyókáló Mako keresztezi az útjukba. | |                     |
| 3. | A csatát megnyerjük! Siai, jarimaszu! (試合、やります！; Hepburn: Shiai, yarimasu!)                                                                             | 2012. október 23.   |
| Mako, akiről kiderül, hogy Szaori gyerekkori barátja, csatlakozik a többiekhez a tankon. Egy szűk függőhídon kénytelenek átkelni, azonban Hana képtelen jól irányítani a tankot. Közben mind a négy ellenséges csapat odaér a helyszínre és egy becsapódó lövedéktől Hana elájul. Mako veszi át a helyét, aki a híd közepére vezeti a tankot. Ebből a fedett pozícióból Jukari Miho utasításait követve kilövi az összes ellenséges tankot, megszerezve a győzelmet. Csúno mindenkit megdicsér, kiemelve Mihóék csapatát. Győzelmük megünneplése során, egy fürdő keretében eldöntik, hogy Miho lesz a parancsnok, Szaori a rádiókezelő, Hana a lövész, Jukari az újratöltő, és Mako pedig a sofőr. A tankok egyedivé varázslásával és gyakorlással töltött néhány nap után a Diáktanács közli a szensa-dó tagokkal, hogy felkérték a St. Gloriana Lányakadémiát egy barátságos mérkőzésre, illetve Mihót választották a Óarai csapatainak főparancsnokává. | |                     |
| 4. | Mindent bele, kapitány! Taicsó, ganbarimaszu! (隊長、がんばります！; Hepburn: Taichō, ganbarimasu!)                                                             | 2012. október 30.   |
| Megkezdődik a St. Gloriana elleni összecsapás, Miho csapata a csali szerepét vállalja el, hogy csapdába csalja az ellenséget, azonban az Óarai csapatainak gyenge lövészeti képességei miatt a csapda nem válik be. Az ellenség bekerítéséből kitörve Miho a megmaradt csapatokkal egy külvárosi részbe menekül, ahol a helyismeretüket kihasználva további rajtaütéseket hajthat végre. A csata során csak Miho és a St. Gloriana parancsnoki harckocsija marad működőképes, majd Miho egy mindent vagy semmit próbálkozással az ellenség harckocsijának ront és egyszerre tüzelnek egymásra, de az ellenség nagyobb tűzerejével és vastagabb páncélzatával nem veheti fel a versenyt, így a St. Gloriana győz. Büntetésként Mihóék – és szolidaritását kifejezve a Diáktanács – eltáncolják az Anko táncot. Úton hazafelé a lányok találkoznak Hana anyjával, aki elutasítóan fogadja lánya részvételét a szensa-dóban és kitagadja a családból. Az iskolában Miho megtudja, hogy a St. Gloriana egy ajándékot hagyott nekik hátra, megtisztelve méltó ellenfelüket. Az Óarai részt vesz a szensa-dó nemzeti kupán, ahol első ellenfelük a Saunders Egyetem Középiskolája lesz.                                                                        | |                     |
| 5. | Ellenfelünk, a szívós Sherman Alakulat! Kjógó Sherman Gundan deszu! (強豪・シャーマン軍団です！; Kjógó Sáman Gundan deszu!; Hepburn: Kyōgō Shāman Gundan desu!) | 2012. november 6.   |
| Egy kelletlen alkalommal Miho találkozik nővérével, Mahóval és helyettesével, Icumi Erikával, akik nem találják méltónak a szensa-dó gyakorlására és erősen kételkednek benne, hogy az Óarainak lenne esélye a Saunders ellen. Hogy javítsa az esélyüket, Jukari behatol a Saunders hajójába és fontos információkat szerez meg az ellenfél stratégiájáról. A mérkőzés megkezdődik, az Óarai azonnal védekező pozícióba kényszerül. Furcsállva az ellenség titokzatos képességét, hogy mindig egy lépéssel előttük járnak, Miho észreveszi, hogy egy léggömbre helyezett készülékkel hallgatják le a rádióbeszélgetéseiket. Ennek tudatában az előnyükre fordítják, és a Saunderst csapdába csalva sikerül kilőni az egyik tankjukat. | |                     |
| 5.5. | Bemutatkozunk! Sókai simaszu! (紹介します！; Hepburn: Shōkai shimasu!)                                                                                          | 2012. november 13.  |
| Visszatekintő epizód, amely az 1-5. epizód történéseit foglalja össze. | |                     |
| 6. | Első mérkőzésünk tetőpontja! Ikkaiszen, hakunecu sitemaszu! (一回戦、白熱してます！; Hepburn: Ikkaisen, hakunetsu shitemasu!)                                   | 2012. november 20.  |
| Miho kihasználja, hogy az ellenfelük lehallgatja a rádióbeszélgetéseiket, és messzire csalja őket a csatamezőtől. Közben a Kacsa csapat megtalálja a Saunders zászlóstankját, és odavezeti az Óarai többi tankja elé. A szorult helyzetbe kerülő Alisa bevallja a Saunders parancsnokának, Kaynek, hogy lehallgatta az ellenfél rádióját. Hogy a sportszerűtlen cselekedetet ellensúlyozza, Kay lecsökkenti a Saunders tankjainak a létszámát, és az Óarai nyomába ered. A Saunders tankjai kilövik a Nyuszi és a Kacsa csapat tankját is, ám Miho egy kockázatos döntéssel, Hana pontos célzásának köszönhetően, kiiktatja a Saunders zászlóstankját. Kay a mérkőzés után sportszerűen gratulál Mihónak. Az ünneplés közben Mako értesül arról, hogy a nagymamája kórházba került. Maho felajánlja a Fekete-erdő helikopterét, és utasítja Ericát, hogy vigye el Makót és a hozzá csatlakozó Szaorit a kórházba. | |                     |
| 7. | Az Anzión a sor! Cugi va Anzio deszu! (次はアンツィオです！; Cugi va Ancuio deszu!; Hepburn: Tsugi wa Antsuio desu!)                                            | 2012. november 27.  |
| Miho, Hana és Jukari meglátogatják Mako nagymamáját a kórházban, akinek nem esett komolyabb baja. Szaori a visszaúton elmeséli Mihónak, hogy Mako szülei meghaltak és a nagymamája nevelte fel. A következő napon ebéd közben Jukari megemlíti az előző évi döntőt, amikor a Pravda legyőzte a Fekete Erdőt, ezzel a többiek számára is kiderül, hogy miért ódzkodott Miho a szensa-dótól. A társai meggyőzik Mihót, hogy helyes döntést hozott azon a mérkőzésen. Később, miközben felkészülnek az Anzio elleni meccsre, abban is segítenek Mihónak, hogy átvállalják a hirtelen támadt feladatai jelentős részét. Eközben újabb keresőcsapatokat küldenek ki, hogy hadra fogható tankokat találjanak az anyahajón. Próbálkozásukat siker koronázza, mivel előkerül egy Renault B1 Bis, egy 7,5 cm-es Kwk 40 L/43 ágyú a Panzer IV-hez és egy Porsche Tiger is. Habár nem készülnek el az új eszközök rendszerbe állításával, mégis sikerül legyőzniük a következő körben az Anzio csapatát. | |                     |
| 8. | A Pravda ellen! Pravda szen deszu! (プラウダ戦です！; Purauda szen deszu!; Hepburn: Purauda sen desu!)                                                          | 2012. december 4.   |
| A Pravda elleni meccs előtt Djardeeling meglátogatja a Pravda anyahajóját, és figyelmezteti Katyusát, hogy nem vár rájuk könnyű mérkőzés. Ezalatt elkészül a Renault B1 Bis tank, a vezetését pedig a fegyelmi bizottságra bízzák. Később a diáktanács meghívja Mihót egy nabemonóra, de végül nem mondják el neki a valódi indokot, ami miatt beszélni akartak vele. A Pravda elleni meccs előtti felkészülés során Miho egy óvatos stratégiát dolgoz ki. Katyusa az összecsapás előtt Nonnával, a segítőjével meglátogatja az Óarai csapatát, és sértő megjegyzéseket tesz rájuk. Később a csapattagok emiatt szavazzák le Miho tervét, és egy frontális támadásra indulnak a Pravda ellen. Bár eleinte sikeresen lövik ki az orosz stílusú iskola tankjait, de a túlzott önbizalmuktól hajtva belesétálnak Katyusa csapdájába, és egy katlanba kerülnek. Végül egy elhagyatott templomba menekülnek, ahol három órát kapnak, hogy bejelentsék a megadásukat. A többség hajlana a megadásra, ám a diáktanács felfedi előttük, hogy ha nem nyerik meg a tornát, bezárják az iskolát. | |                     |
| 9. | Reménytelen helyzetben! Zettai zecumei deszu! (絶体絶命です！; Hepburn: Zettai zetsumei desu!)                                                                  | 2012. december 10.  |
| Miután a diáktanács elárulja, hogy a szensa-dó újraindítását azért határozták el, hogy az esetleges győzelemmel megakadályozzák az iskola bezárását, Miho felderítő útra küld négy diákot, hogy megtervezze a kitörést. Yukari, Erwin, Mako és Sodoko értékes információkat gyűjtenek be, noha utóbbi kettő lebukik. A várakozás órái alatt az Óarai diákjainak harci morálja alaposan megcsappan, ezért, hogy lelket öntsön beléjük, Miho elkezdi eljárni az Ördöghal-táncot, a többiek pedig csatlakoznak hozzá. A határidő lejárta után sikeresen kitörnek a templomból, a Teknős csapat pedig felajánlja, hogy leköti a Pravda erőit. Két tankot sikerül kilőniük, mielőtt Nonna eltalálja őket. A pravdások az Óarai zászlóstankja után erednek, ám Miho úgy dönt, hogy az Ördöghal és a Víziló csapattal felkutatják és kilövik a Pravda zászlóstankját. Yukari egy templomtoronyra felmászva megtalálja a Pravda zászlóstankjának a búvóhelyét, míg Nonna kilövi a Nyuszi és a Réce csapat tankját, akik a zászlóstankot védik. Végül Miho csapdát állít a Pravda zászlósának, amit a Víziló csapat kilő, de ezzel egy időben a Kacsák is találatot kapnak.                                                                                       | |                     |
| 10. | Osztálytársak vagyunk! Kuraszumeito deszu! (クラスメイトです！; Hepburn: Kurasumeito desu!)                                                                     | 2012. december 17.  |
| Az Óarai zászlóstankja csodával határos módon túléli a támadást, a Pravdáé viszont nem, így a győzelem az Óarai csapatáé lesz. A döntőre készülődve a diáktanács és Mihóék elhatározzák, hogy további tankokat keresnek, hogy több esélyük legyen a Fekete Erdő ellen. Sikerül megtalálniuk és helyreállítaniuk egy Porsche Tiger tankot, amit az autómotor klub kap meg, Leopon csapat néven. Emellett találnak egy japán Type 3 Chi-Nu tankot, amelyet az online játékokban jeleskedő Hangyász csapat kap meg. Később Miho és a társai elmennek egy virágkötészeti kiállításra, ahol megtudják, hogy Hana édesanyja megbékélt azzal, hogy a lánya a szensa-dót választotta, mert ez jótékony hatással volt a műveire. A döntő előtt minden korábbi ellenfele felkeresi Mihót, hogy sok sikert kívánjanak neki. A meccs kezdete előtt Miho egyik volt csapattársa a Fekete Erdőből megköszöni neki, hogy az előző döntőn megmentette őket. A meccs kezdetén az Óarait meglepetésszerű támadás éri, miután az ellenfelük az erdőn keresztül oldalba kapja őket. Erika majdnem kilövi az Óarai zászlóstankját is, ám végül a Hangyász csapat tudtukon kívül a lövés útjába áll.                                                                           | |                     |
| 10.5. | Bemutatkozunk, Csapó 2! Sókai simaszu 2! (紹介します 2！; Hepburn: Shōkai shimasu 2!)                                                                           | 2012. december 24.  |
| Visszatekintő epizód, amely túlnyomó részt a 6-10. epizód történéseit foglalja össze és betekintést nyújt a szensa-dó történetébe és szabályzatába. | |                     |
| 11. | Heves összecsapás folyik! Gekiszen deszu! (激戦です！; Hepburn: Gekisen desu!)                                                                                  | 2013. március 18.   |
| Az Óarai füstfüggönyt használva vonul vissza a rajtukütő Fekete Erdő elől és egy domb tetején vesznek fel védekező pozíciót. Heves tűzharc kezdődik, az Óarai hatástalanít néhány ellenséges tankot és a Diáktanács akciójának köszönhetően újra vissza tudnak vonulni, amíg a Fekete Erdő újrarendezi sorait. Ahhoz, hogy elérjék céljukat, egy mély folyón kell átkelniük, azonban a Nyuszi csapat M3 Lee-je elakad. Attól tartanak, hogyha hátrahagyják a csapatot, a Fekete Erdő elkapja őket, közben Mihóban a korábbi döntő rossz emlékei idéződnek fel. Azonban megkönnyebbülésére legénysége biztatja, hogy segítsen a Nyuszi csapatnak. A tankokon átugrálva egy kötelet visz a Nyuszi csapat tankjához, amelyet a többi tankkal összekötve kivontatnak. Ezután a közeli városba veszik útjukat lerombolva egy hidat is, hogy a Fekete Erdőnek kerülőúton kelljen haladnia. Miho reméli, hogy az időt felhasználva felkészülhet a városi harcra, azonban belefutnak a Fekete Erdő aduászába, egy Panzer VIII Mausba. Az Óarai fegyverei hatástalannak bizonyulnak ellene és könnyedén kiüti a Réce és Víziló csapatot. Miho nem tudja, hogy hogyan harcolhatnának ellene, eközben az újrarendeződött Fekete Erdő vészesen közelít a város felé. | |                     |
| 12. | Nem hátrálhatunk meg ebben a csatában! Ato ni va hikenai tatakai deszu! (}あとには退けない戦いです！; Hepburn: Ato ni wa hikenai tatakai desu!)                 | 2013. március 25.   |
| A Óarainak sikerül hatástalanítani a Maust, de a művelet során a Teknős csapat tankja megrongálódik és hatástalanná válik. A Fekete Erdő főerői eközben megérkeznek a városba. A tűzharcokban az Óarai tankjai sorra esnek ki, azonban a Leopon csapatnak egy kapunál sikerül elvágni Mihót és Mahót a Fekete Erdő maradék erőitől. Kettejük párharcából Miho kerül ki győztesen kilőve a Maho vezette ellenséges zászlóstankot. Ezzel az Óarai megnyeri a szensa-dó nemzeti kupát. A csata után Maho gratulál Mihónak elismerve vereségét és örömét fejezi ki hallva, hogy Miho megtalálta a saját szensa-dó stílusát. Az Óarai legénysége és rajongói megünneplik a győzelmet, befejezve egy parádéval a városon keresztül. | |                     |